# Werner Arnold (Radsportler)
Werner Arnold (* 14. Juni 1930 in Basel; † 1. Februar 2005 ebenda) war ein Schweizer Radsport-Profi.
Arnold gehörte in den 1950er Jahren zu den bekanntesten Radsportlern der Schweiz. Zu seinen Erfolgen zählt der Gewinn der Tour du Lac Léman und der Kaistenberg-Rundfahrt, beide Rennen bestritt er 1953 als Amateur. Auch an der Strassen-WM in Lugano nahm er teil und belegte Platz 35. Im Jahr 1954 wurde er Sieger der Meisterschaft von Zürich. Im Frühjahr 1956 bestritt er seine ersten grossen Rennen als Profi. Er nahm an der Tour de France 1956 (86. Platz) und der Tour de Suisse (30. Platz) teil. Nach seiner aktiven Laufbahn betreute er sowohl Elite-Amateure als auch Profis, unter anderem die Teams Bonanza, Puch-Eorotex und Paterlini Saxer Look. 1979 betreute er als Nationaltrainer die Team der Schweiz in der Internationalen Friedensfahrt. Er starb im Alter von 74 Jahren an den Folgen einer Hirnblutung.